# Ocotea tomentella
Ocotea tomentella är en lagerväxtart som beskrevs av Noel Yvri Sandwith. Ocotea tomentella ingår i släktet Ocotea och familjen lagerväxter. Inga underarter finns listade i Catalogue of Life.